# Нападение на Назрань (2004)
Рейд на Ингушетию (21—22 июня 2004) — вооружённое нападение чеченских  и ингушских (преимущественно)боевиков на Ингушетию в период Второй чеченской войны под общим руководством Шамиля Басаева и Докку Умарова. По данным правительства Ингушетии, 98 человек было убито и 104 ранено, в основном сотрудники МВД и ФСБ. Нападение чеченских боевиков на Назрань связывают с притеснениями беженцев из Чечни со стороны ингушских властей.

## Нападение
В ночь с 21 на 22 июня 2004 года внезапно было атаковано здание МВД республики и федеральный погранотряд в городе Назрань, атакам подверглись здания РУВД в Карабулаке и в станице Орджоникидзевская. В общей сложности было атаковано около 15 правительственных зданий. К 4 утра 22 июня федеральные войска начали стягиваться к Назрани и выбивать боевиков из города. Свидетели нападения сообщили о том, что большинство из нападавших говорили на ингушском языке и носили маски, все они были в камуфляжной форме, аналогичной той, которую носят федеральные структуры. Боевики патрулировали улицы Назрани, установили блокпосты, останавливали транспорт, требовали предъявить документы. Все, кто предъявлял документы силовых структур, расстреливались на месте. Рейд длился почти пять часов, боевики отступили, понеся незначительные потери, с двумя грузовиками захваченного оружия (1177 единиц огнестрельного оружия и свыше 70 000 единиц боеприпасов). 26 июля была распространена видеозапись, на которой Басаев запечатлён на складе МВД Ингушетии в ночь нападения.

## Нападение на гарнизон Назрановского пограничного отряда
Атака началась в 22:47 21 июня. Практически все военнослужащие уже спали. Кроме дежурной службы в гарнизоне находилась оперативная группа, возглавляемая начальником штаба пограничного отряда подполковником С. Ю. Поповым. Нападавшие общей численностью около 30 человек пытались прорваться на территорию части как со стороны жилого сектора, ведя огонь по зданию штаба и казарме, так и с тыльной стороны, стремясь захватить склад оружия и автомобили большой проходимости. Первыми выстрелами из гранатомета боевики вывели из строя узел связи, подожгли кабинеты начальника погранотряда, оперативного отдела, особого отдела и военной прокуратуры. Начался пожар, охвативший второй этаж штаба и часть первого. Поднятые взрывами и стрельбой пограничники заняли оборону и открыли ответный огонь. Военнослужащие, состоящие преимущественно из призывников, действовали достаточно грамотно. Бой продолжался около полутора часов. Не сумев выполнить свою задачу, боевики отступили. Потери пограничников в эту ночь составили 7 человек убитых и 5 человек раненых.
При анализе событий обращает на себя внимание тот факт, что боевики очень хорошо знали расположение не только основных объектов на территории погранотряда, но и где конкретно в штабе находятся кабинеты командования, работников разведывательного и контрразведывательного отделов, а также узел связи. Из этого можно сделать вывод о наличии у боевиков осведомителей среди военнослужащих или обслуживающего персонала погранотряда из местных жителей.

## Людские потери
В результате нападения боевиков на Ингушетию погибло 93 человека, большинство из них — 67 человек — составляют сотрудники правоохранительных органов. Среди них — исполняющий обязанности министра внутренних дел Ингушетии Абубукар Костоев, его заместитель Зяудин Котиев, начальник отдела специальных технических мероприятий МВД РИ Дауд Тутаев, прокурор Назрани Мухарбек Бузуртанов, прокурор Назрановского района Билан Озиев, начальник Управления почтовой связи республики Мухарбек Мальсагов, а также бывший руководитель территориальной миграционной службы Магомед Гиреев. Кроме того, погибли трое сотрудников подразделения ЦСН ФСБ «Вымпел», одному из которых, майору Виктору Дудкину, было посмертно присвоено звание Героя России.
По другим данным, погибли 57 сотрудников силовых структур и военнослужащих (24 сотрудника МВД Ингушетии, 5 сотрудников УВД по Курской области, 2 сотрудника ГУВД по Самарской области, 2 сотрудника МВД Чеченской Республики, 5 сотрудников органов прокуратуры, 9 сотрудников ФСБ России, 6 военнослужащих Федеральной пограничной службы, 3 военнослужащих Министерства обороны Российской Федерации) и 21 мирный житель.

Во время налёта боевиков на Назрань, Карабулак и станицу Слепцовскую был разграблен только склад, где хранилось оружие республиканского министерства внутренних дел. Помимо этого, нападавшие старались убивать только сотрудников силовых структур, отпуская даже гаишников, то есть действовали по военным законам. По последним данным, среди погибших большинство — это милиционеры, люди из прокуратуры, местного УФСБ и пограничники.— статья «Ингушетию захватил безыдейный ваххабит», Газета.Ru

## Последствия
Около 30 подозреваемых боевиков, в основном ингуши, были арестованы в течение двух месяцев после нападения. Когда в сентябре 2004 года был совершён захват бесланской школы № 1, заместитель Генерального прокурора России Владимир Колесников заявил, что боевики в Беслане использовали похищенное в Назрани оружие.
После нападения был отправлен в отставку начальник Генерального штаба ВС РФ генерал Анатолий Квашнин. 19 июля с поста главнокомандующего внутренними войсками МВД РФ был снят генерал Вячеслав Тихомиров, который не согласился с основаниями для снятия с поста и в знак протеста подал рапорт об увольнении с военной службы, который был немедленно удовлетворён (уволен 17 января 2005 года формально по состоянию здоровья).

## Книги
- Коммерсант, власть. — Издательский дом "[Твердый знак]", 2004. — 1322 с.